# Sevens Grand Prix Series Femenino 2017
El Sevens Grand Prix Series Femenino de 2017 fue la decimoquinta temporada del circuito de selecciones nacionales femeninas europeas de rugby 7.

## Calendario
| Torneo                          | Ciudad   | Fecha          | Campeón |
| ------------------------------- | -------- | -------------- | ------- |
| Seven Femenino de Malemort 2017 | Malemort | 17-18 de junio | Rusia   |
| Seven Femenino de Kazán 2017    | Kazán    | 8-9 de julio   | Rusia   |

## Tabla de posiciones
| Pos | País         | FRA | RUS | Puntos |
| --- | ------------ | --- | --- | ------ |
| 1   | Rusia        | 20  | 20  | 40     |
| 2   | Inglaterra   | 14  | 18  | 32     |
| 3   | Francia      | 18  | 14  | 32     |
| 4   | Irlanda      | 16  | 16  | 32     |
| 5   | Gales        | 10  | 12  | 22     |
| 6   | España       | 12  | 3   | 15     |
| 7   | Bélgica      | 6   | 8   | 14     |
| 8   | Polonia      | 3   | 10  | 13     |
| 9   | Italia       | 8   | 1   | 9      |
| 10  | Portugal     | 2   | 6   | 8      |
| 11  | Suecia       | 4   | 2   | 6      |
| 12  | Países Bajos | 1   | 4   | 5      |

| Bandera de Rusia |
| Campeón Rusia    |
| Cuarto título    |